# Mauro Coppolaro
Mauro Coppolaro est un footballeur italien né le 10 mars 1997 à Bénévent. Il évolue au poste de défenseur avec la Carrarese Calcio.

## Biographie

### En équipe nationale
Avec les moins de 19 ans, il participe au championnat d'Europe des moins de 19 ans en 2016. Lors de cette compétition, il joue cinq matchs. L'Italie est battue en finale par l'équipe de France.
Il dispute ensuite avec les moins de 20 ans la Coupe du monde des moins de 20 ans en 2017. Il joue sept matchs lors de ce tournoi.  L'Italie se classe troisième du mondial.

## Palmarès
- Finaliste du championnat d'Europe des moins de 19 ans 2016 avec l'équipe d'Italie des moins de 19 ans